# De Zeef
De Zeef is een uitgeverij van poëzie in Gent.

## Geschiedenis
De uitgeverij werd in 2019 opgericht door Roel Richelieu van Londersele en geeft debuten uit. Ieder jaar wordt de Zeef Poëzieprijs uitgereikt aan een dichter. De kernraad bestaat naast Richelieu van Londersele uit Charles Ducal en Annemie Deckmyn.
In 2019 gaf De Zeef een bloemlezing 'De grote inkijk' uit van vooraanstaande Vlaamse dichters, die hun favoriete gedichten uit eigen werk uitkozen. Werk van o.a. Charlotte van den Broeck, Delphine Lecompte, Ivo van Strijtem, Luuk Gruwez, Moya De Feyter en Yannick Dangre werd opgenomen in de bundel.